# 1590
1590 (MDXC) var ett normalår som började en måndag i den gregorianska kalendern och ett normalår som började en torsdag i den julianska kalendern.

## Händelser

### Februari
- 4–19 februari – Ryssarna beskjuter Narva, som därefter stormas. Svenskarna slår dock tillbaka det ryska anfallet och den 23 februari sluts stillestånd.

### Mars
- 7 mars – En ny svensk arvförening antas som utsträcker arvsrätten till att gälla ogifta kvinnliga arvingar, då manliga saknas.[1]

### September
- 15 september – Sedan Sixtus V har avlidit den 27 augusti väljs Giovanni Battista Castagna till påve och tar namnet Urban VII. Han avlider dock den 27 september efter endast 13 dagar på posten, vilket innebär, att han har rekord i att ha haft det kortaste pontifikatet (bortsett från den numera icke legitime påven Stefan 752).[2]

### December
- 5 december – Sedan Urban VII har avlidit den 27 september väljs Niccolò Sfondrati till påve och tar namnet Gregorius XIV.

### Okänt datum
- Kriget mellan Sverige och Ryssland blossar åter upp i Estland. Svenskarna angriper Novgorod, Pskov och Ishavskusten, där bland annat Petsamo kloster i Petsamo bränns ner till grunden.
- Per Brahe d.ä. faller i onåd hos kung Johan III och förlorar sin drotstitel.
- Johan III försöker vinna lågadeln på sin sida genom att utlova samma privilegier som högadeln garanterats i 1569 års privilegiebrev.

## Födda
- 9 januari – Simon Vouet, fransk målare.
- 13 juli – Clemens X, född Emilio Bonaventura Altieri, påve 1670–1676.
- Johan Adler Salvius, svensk friherre, riksråd och diplomat.
- María de Zayas, spansk författare.
- Marie Fouquet, fransk medicinsk författare.

## Avlidna
- 27 augusti – Sixtus V, född Felice Peretti di Montalto, påve sedan 1585.
- 1 september – Per Brahe d.ä., svensk greve och riksråd, riksdrots från 1569 till tidigare detta år.
- 27 september – Urban VII, född Giovanni Battista Castagna, påve sedan 15 september detta år.
- Kristina av Oldenburg, dotter till Kristian II.
- Maddalena Casulana, italiensk kompositör.
- Lucrezia Orsina Vizzana, italiensk kompositör.

### Fotnoter
1. ↑  Nordisk familjebok 1920 - Tronföljd (läst 4 april 2011)
2. ↑  ”Roman Catholic Church” (på engelska). World Statesmen. http://www.worldstatesmen.org/Catholic.html. Läst 23 november 2012.